# Chuppa

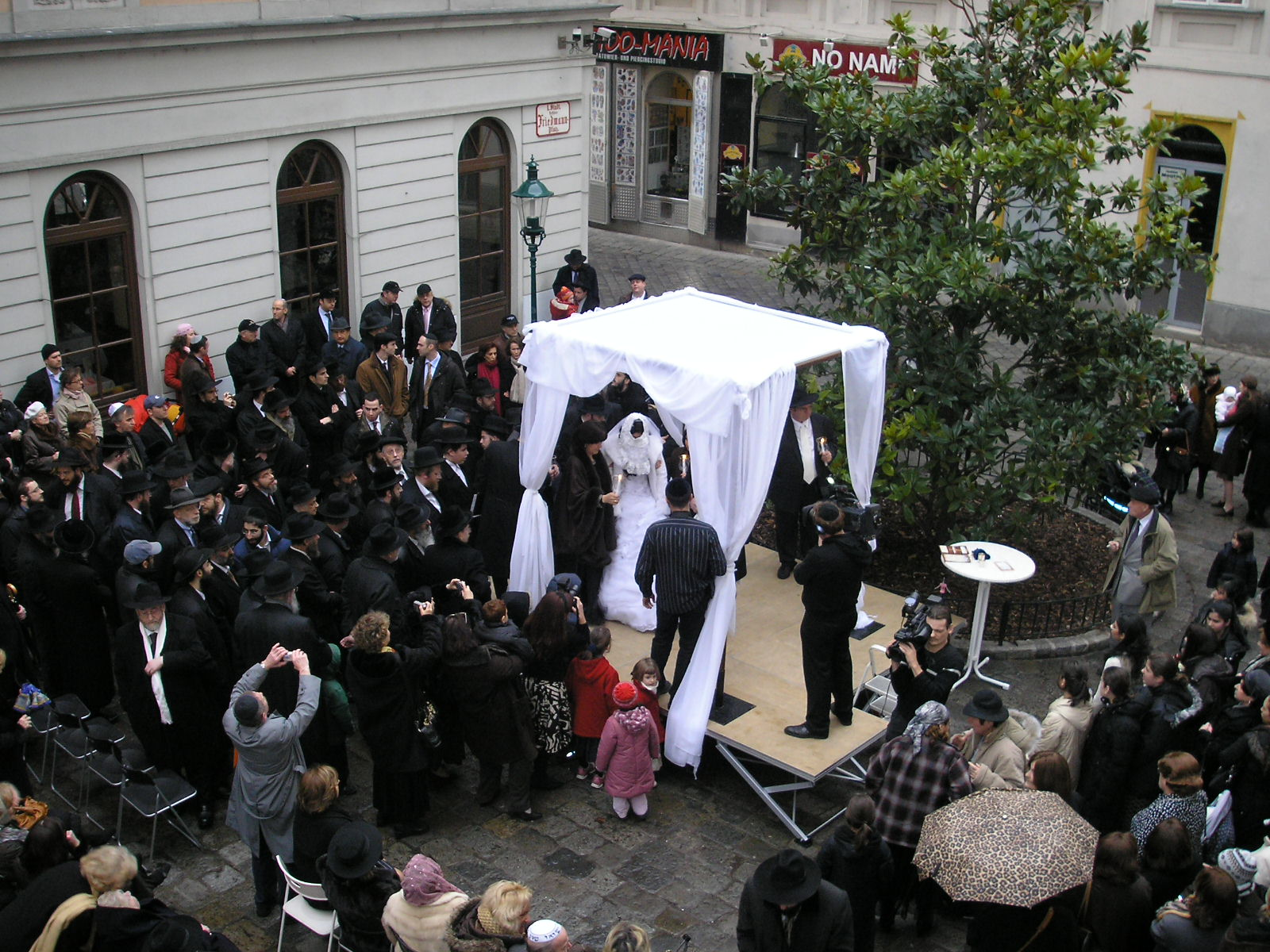
Chuppa (Wien 2007)

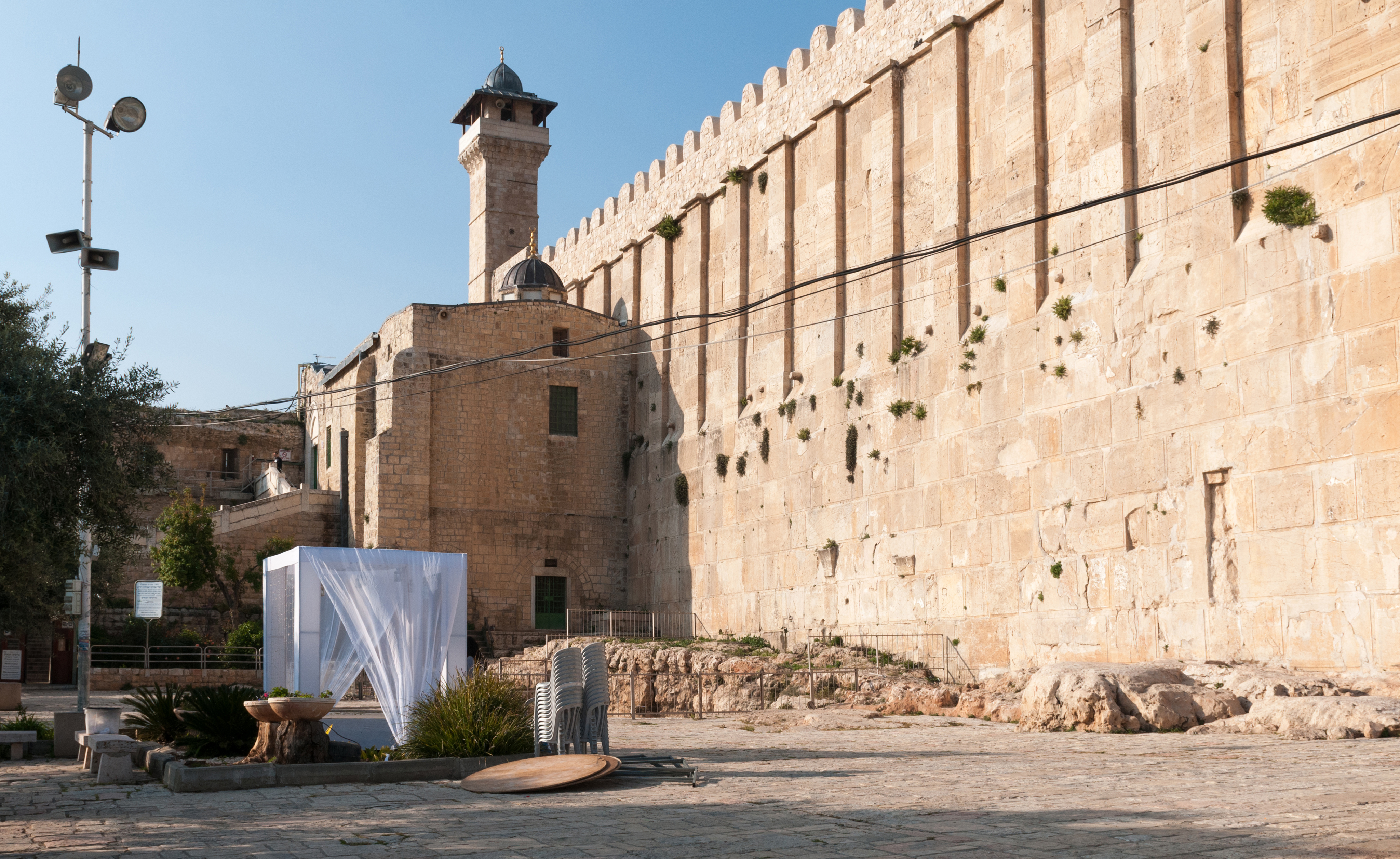
Chuppa an der Machpela in Hebron 2016

Die Chuppa (hebräisch חוּפָּה) bezeichnet den Traubaldachin bei einer jüdischen Hochzeitsfeier sowie im übertragenen Sinne diese selbst.
Im orthodoxen Judentum werden die Brautleute zu der Chuppa geführt – die Braut von ihrer Mutter und ihrer zukünftigen Schwiegermutter, der Bräutigam von seinem Vater und seinem künftigen Schwiegervater. Die Chuppa bedeutet das „Dach über dem Kopf“ und besagt, dass hier ein Haus gegründet wird. In vier Richtungen geöffnet soll die Chuppa an das Haus des jüdischen Vorvaters Abraham erinnern, das eine Tür auf jeder der vier Seiten hatte, um Gäste warm zu empfangen.
Durch seinen weißen Kittel zeigt der Bräutigam, dass für die beiden ein neuer Lebensabschnitt beginnt, weiß wie ein neues Blatt. Ferner erinnert die weiße Farbe daran, dass dieser Tag für die beiden als Jom Kippur (Versöhnungstag) gilt. Das Brautpaar fastet deshalb auch ab dem Morgengrauen.
Unter der Chuppa umkreist die Braut den Bräutigam sieben Mal. Dies soll an die behütende Rolle der Frau, die das ganze Haus durch Liebe und Verständnis beschützt, erinnern. Die Zahl sieben steht für die sieben Tage der Schöpfung, wobei das junge Paar kurz davor steht, ihre eigene „neue Welt“ zusammen zu erschaffen. Unter der Chuppa werden Segen über Wein und Lobpreisungen gesprochen. Die Brautleute trinken zusammen vom Wein, damit sie auch im künftigen Leben Freude und Leid miteinander teilen. Der Bräutigam steckt der Braut den Hochzeitsring auf, spricht eine traditionelle Formel und zerbricht anschließend ein Glas, ein heute noch allgemein gelebter Brauch zur Erinnerung an den im Jahre 70 n. Chr. durch die Römer zerstörten Jerusalemer Tempel. Das Glas wurde ehemals auf einem speziell zu diesem Zweck an der Außenwand der Synagoge eingelassenen Hochzeitsstein zerschmettert.

## Symbolik
Die Chuppah steht für ein jüdisches Heim, symbolisiert durch den Stoffbaldachin und die vier Stangen. So wie eine Chuppah nach allen vier Seiten offen ist, war auch das Zelt Abrahams offen für Gäste. Somit steht die Chuppah für die Gastfreundschaft.

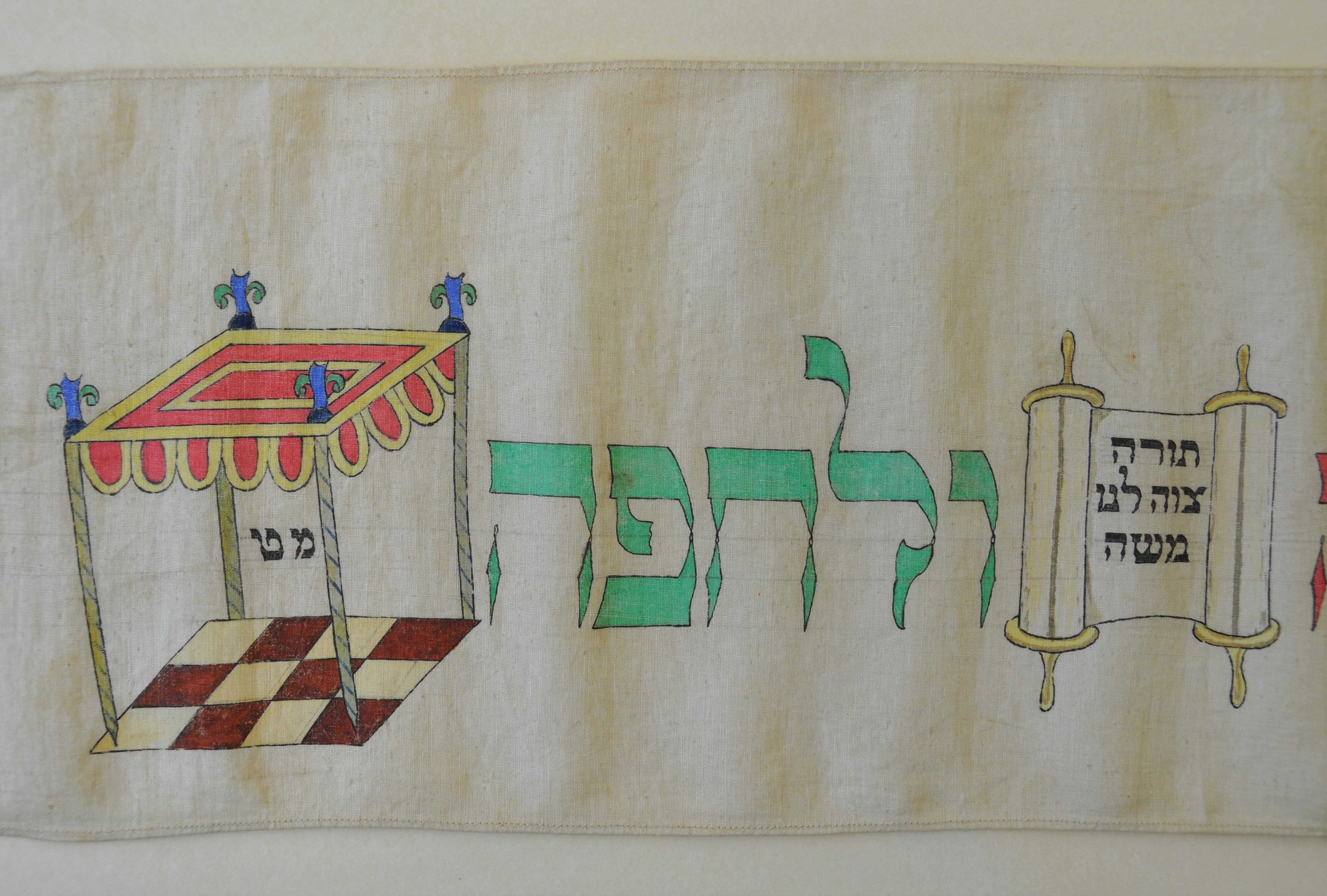
Detail einer Chuppah auf einer der Lengnauer Mappot, 1886, in der Sammlung des Jüdischen Museums der Schweiz.

In einem spirituellen Sinn steht die Bedeckung der Chuppah für die Gegenwart Gottes über dem Bund der Ehe. Wie die Kippa als Erinnerung an den Schöpfer über allem diente (auch ein Symbol der Trennung von Gott), so wurde die Chuppah errichtet, um zu zeigen, dass die Zeremonie und die Institution der Ehe einen göttlichen Ursprung haben.
Das Symbol der Chuppah wird oft nach der Brit Mila Zeremonie eines Jungen auf sein Torawimpel gemalt oder gestickt. In diesem Fall symbolisiert die Chuppah den Wunsch, dass das Leben des Jungen unter der Führung Gottes steht und dass er eine traditionelle Familie gründen wird.